# Lettonie aux Jeux olympiques d'hiver de 1928
Cet article contient des informations sur la participation et les résultats de la Lettonie aux Jeux olympiques d'hiver de 1928 à Saint-Moritz en Suisse. Elle était représentée par 1 athlète et n'a pas remporté de médailles.